# XU-fjella
XU-fjella är ett berg i Antarktis. Det ligger i Östantarktis. Norge gör anspråk på området. Toppen på XU-fjella är 1 857 meter över havet, eller 64 meter över den omgivande terrängen. Bredden vid basen är 0,89 km.
Terrängen runt XU-fjella är kuperad åt sydost, men åt nordväst är den platt. Trakten är obefolkad. Det finns inga samhällen i närheten. 